# Endasys aureolus
Endasys aureolus är en stekelart som beskrevs av Luhman 1990. Endasys aureolus ingår i släktet Endasys och familjen brokparasitsteklar. Inga underarter finns listade i Catalogue of Life.